# 오쓰카촌 (야마가타현)
오쓰카촌(大塚村)은 야마가타현 히가시오키타마군에 있던 촌이다. 현재는 가와니시정의 북동부, 사가미강 왼쪽 기슭에 해당한다.

## 역사
- 1889년 4월 1일 - 정촌제 시행에 의해 오쓰카촌, 니시오쓰카촌, 히가시오쓰카촌의 구역을 가지고 성립하였다.
- 1955년 1월 1일 - 다마니와촌, 히가시오키타마군 오쓰카촌, 이누카와촌, 고마쓰정, 주군촌과 합병해 가와니시정이 성립, 동일 오쓰카촌은 폐지되었다.

## 교통

### 철도
- 일본국유철도
  - 나가이선 (현・야마가타 철도 플라워 나가이선

### 도로
- 오구니 가도 (현・ 2급국도 국도 제113호선→ 현・ 1급국도 국도 제113호선)
- 나가이 가도 (현・국도 제287호선)

## 참고문헌
- 角川日本地名大辞典 6 山形県